# 2007年香港紮鐵工人大罷工

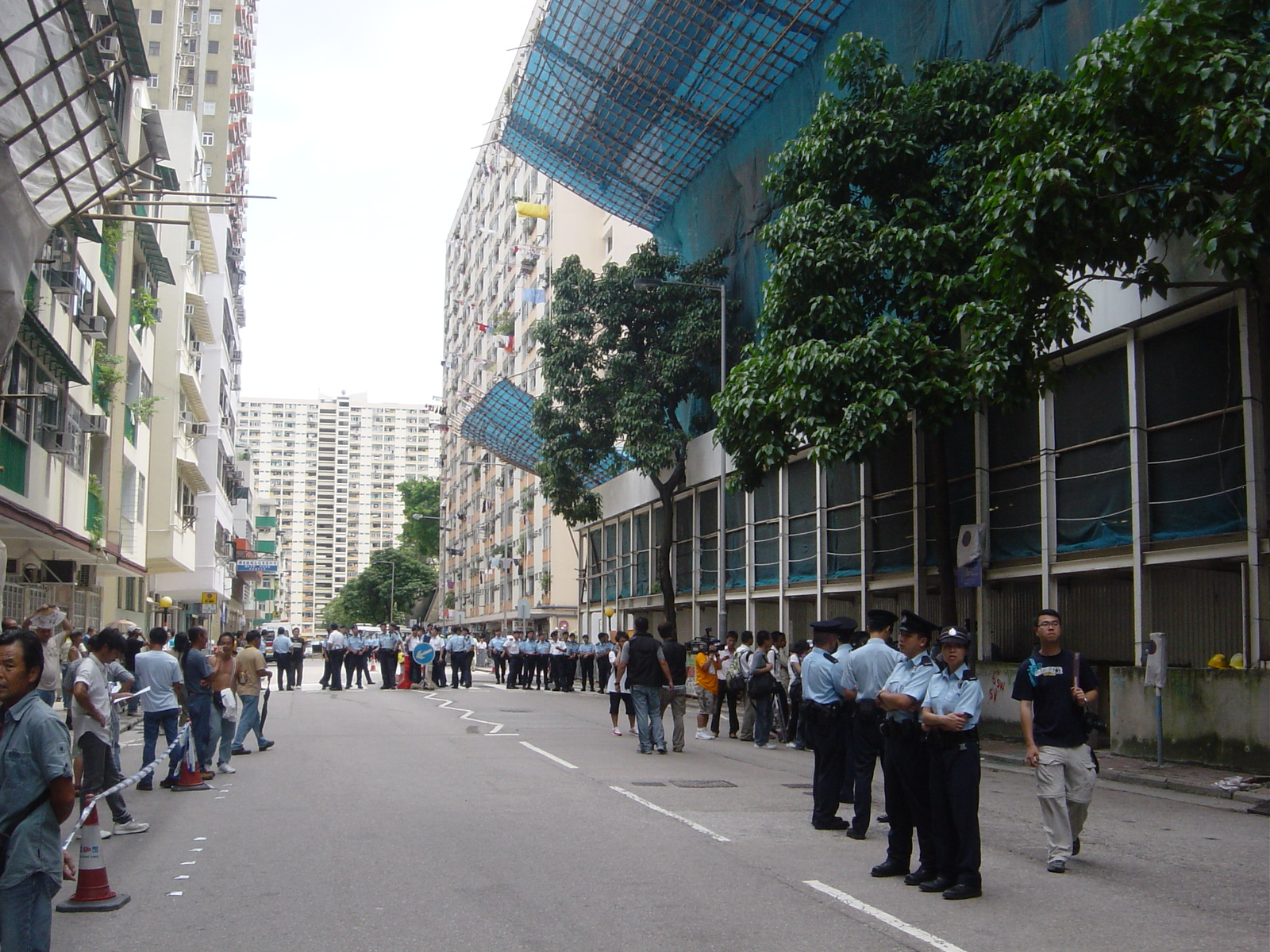
大批警員在靠背壟道的工地外戒備，以防發生衝突事件。

2007年香港紮鐵工人大罷工，是發生於2007年8月初至9月中上旬，歷時達36日，成為香港戰後第二長的一次工人運動（最長的為2013年葵青貨櫃碼頭工潮），目的主要是爭取加薪及更多的休息時間，及要求香港紮鐵工人能夠回復10年前的薪金水平（日薪950港元）。最後事件以日薪860港元以及8小時工作達成共識，解決了今次罷工。

## 背景
在香港爆發SARS疫情之前，紮鐵工人的日薪超過1,200港元；只因為「共渡時艱」，數年來工人收入不斷下滑、被二、三判從中削價由日薪1,131元變至實收450元、休息時間被取消、工時增長及飽受欠薪之苦等種種原因。2007年，香港經濟一面良好景氣，香港公務員已帶頭加薪，並出現通貨膨脹現像，建築業內多個工種亦有加薪，而一眾紮鐵工人亦期望收入有合理水平。
紮鐵人工的加薪與否，是由一年一次由資方代表的香港建築扎鐵商會與勞方代表的香港建造業扎鐵職工會商討所得的。可惜，紮鐵人工認為薪酬水平不能反映市場供求，並且每況愈下，工人懷疑工會討價能力不濟及感到被工聯會扎鐵職工會出賣工人利益轉而向職工盟求助。也由於職工盟等的新加入插手，令原先的紮鐵業職工會不滿，認為新來的職工盟會壞了大事。而紮鐵人工則期望由職工盟的協助下，可以有更理想的待遇。

## 主要人物
- 陸君毅（香港建造業扎鐵工會主席／香港工會聯合會）
- 黃惠民（示威扎鐵工友代表／街坊工友服務處執行委員、後成為紥鐵業團結工會理事長）
- 李卓人（立法會議員／香港職工會聯盟秘書長）
- 梁耀忠（立法會議員／街坊工友服務處執行總監）
- 梁國雄（立法會議員／社會民主連線中評會主席）
- 蒙兆達（香港職工會聯盟勞工幹事）
- 麥德正（街坊工友服務處勞工幹事）
- 吳冠君（香港職工會聯盟勞工幹事）
- 曾登發（香港建造扎鐵商會主席）

## 事件經過

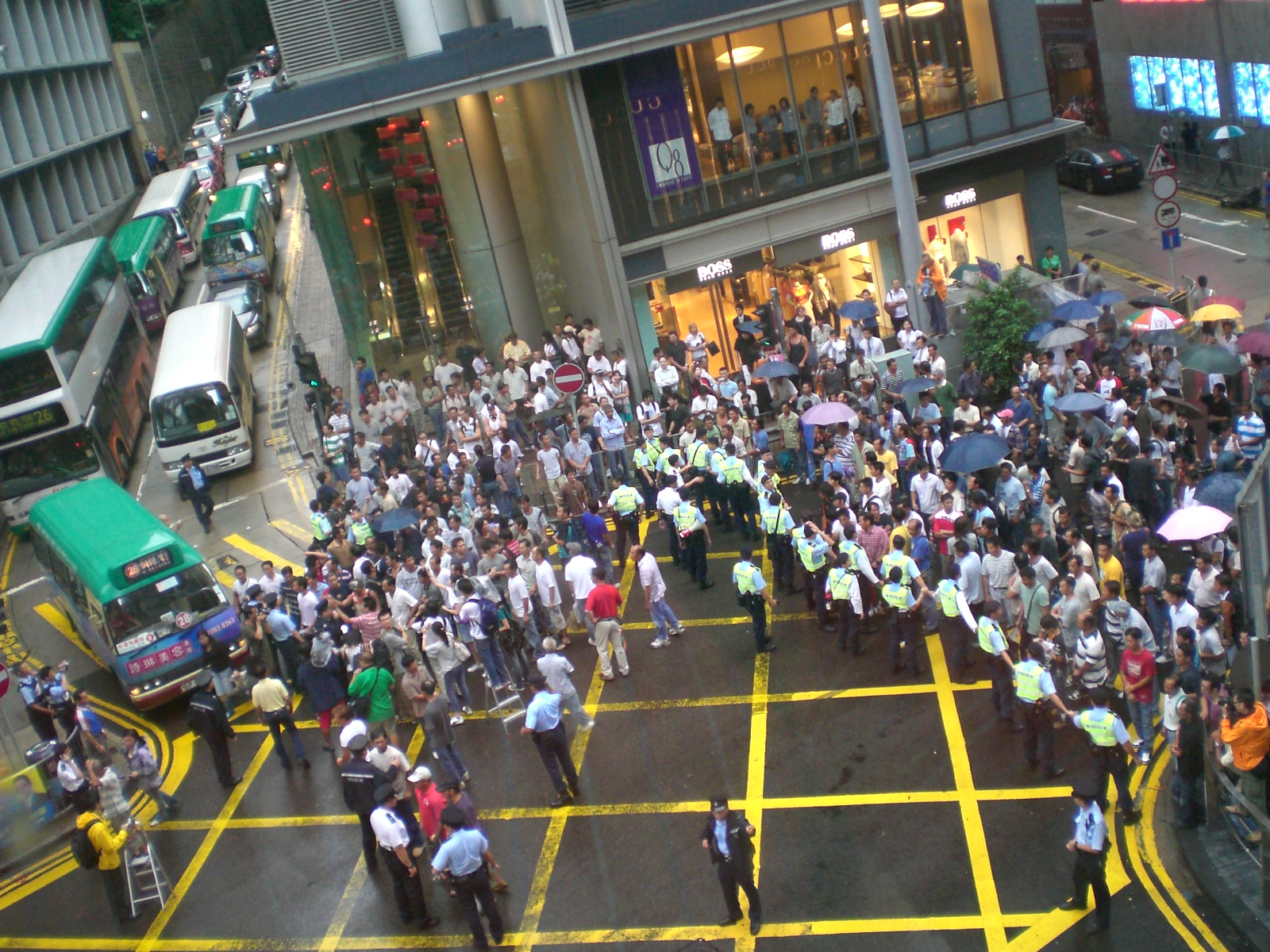
2007年8月11日下午的中環雪廠街交通現場

### 第一週
- 2007年8月6日：紮鐵工人第一日在靠背壟道的地盤罷工。
- 2007年8月8日：約200名工人在土瓜灣靠背壟道地盤外集會，爭取加薪減工時。
- 2007年8月9日：工人到禮賓府請願。
- 2007年8月10日：紮鐵工人在三號強風信號下繼續遊行示威，後來在八號烈風信號下，一度在地鐵油麻地站內靜坐。而協助工友、來自香港職工會聯盟及街坊工友服務處的蒙兆達、麥德正等三人，在工盟總部樓下被帶返警署調查。
- 2007年8月11日：紮鐵工人連日來示威，並由於當日下午勞工及福利局局長張建宗拒見400百名工人，部分人士激動，並由政府總部行落皇后大道中以致交通被封。[7]
- 2007年8月12日：商會同意每日早上給予工人15分鐘小休時間，明年8月日薪加至950元，但方案不獲工人接受。

### 第二週
- 2007年8月13日：扎鐵工人上午與資方代表談判破裂後，大批工人持續逗留在土瓜灣靠背壟道半山壹號的地盤外罷工，下午職工盟秘書長李卓人亦到場聲援[8]。
- 2007年8月19日：
  - 扎鐵工人早上在遮打花園集合，遊行往政府總部，秩序大致良好。有工人擔起一支鋼鐵，諷刺自己雖能擔起鋼鐵但承擔不了家庭生計。遊行人士抵達政府總部後舉行集會，並聲言要抗爭到底，直至爭取到日薪950元港元及每日工時八小時為止。大會估計有1,500人參與，而香港警察則指1,230人到達政府總部。遊行人士於下午1時許和平散去。
  - 而此次遊行亦獲得多個界別的支持，當中除建築業工種人士外亦有社福界、香港教育專業人員協會、大學生監察無良企業行動、大專學生基層關注組、本土行動、天主教香港教區勞工事務委員會等其他團體到場聲援，如平等機會婦女聯席代表透過送玫瑰花表達支持及尊重紮鐵工人爭取加薪；而約50名來自不同大學的院校學者及文化界人士亦發表聯合聲明支持工人。
  - 發起遊行的團體認為，政府及香港建造業扎鐵商會應明白工人爭取合理酬勞及最高工時的決心，倘商會不儘快與工人談判，罷工會一直持續下去。工人於星期一將繼續罷工，到靠背壟道地盤外集會，並亦正號召其他勞工團體，計劃星期二到政府總部集會。
  - 勞工及福利局發言人在下午發表聲明表示當局已經高度關注工業行動、不斷就這宗勞資糾紛斡旋，冀望勞資雙方能以互諒互讓的精神之下縮窄分岐，並期望工人儘快復工[9][10][11][12][13]。

### 第三週
- 2007年8月20日：
  - 工潮進入第14日，據估計全港最少有60個私人地盤及10多個政府工程地盤已出現工程延誤情況[14]。
  - 建築紮鐵商會亦發表聲明表示，因受工潮影響，地盤只有三至四成的工人開工使工程出現延誤。期望工人能儘快復工，並加班趕工，以便依時完成工程[15]。
  - 職工盟為支援紮鐵工人罷工期間的一般開支，宣佈成立"'支援紮鐵工人基金"'呼籲市民作出捐款[16][17][18]。
- 2007年8月21日：
  - 梁耀忠、余若薇、梁國雄等十名泛民主派議員合力擔起一支鋼鐵以表示支持紮鐵工人對資方的訴求；由於未向香港警察申請遊行，在場人士不滿不被遊行，雙方因此一度發生衝突[19]。
  - 麥德正率領紮鐵工人十幾代表在早上到達澳門，先後在美高梅金殿、永利澳門、威尼斯人澳門等地盤向香港在澳工作的地盤工人派發宣傳單張，希望在澳工人回港一起罷工以爭取勞方建議薪金[20]。

- 2007年8月22日：

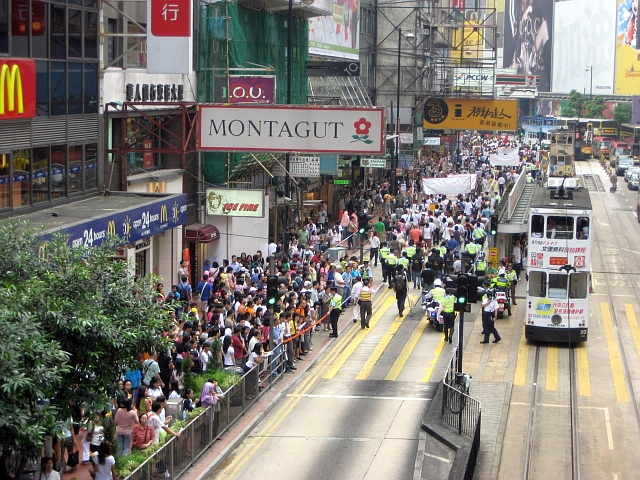
2007年8月26日 扎鐵工人由維多利亞公園遊行往政府總部

  - 扎鐵工人下午乘建造商會在會議展覽中心舉行講座時在場外請願。工人派代表向香港建造業商會代表遞交請願信，行動約在3時15分結束，工人返回土瓜灣的地盤外繼續罷工。
  - 勞工處在晚上安排紮鐵工人與商會代表會面，可惜並無成果。據了解，會上有人建議把日薪要求調低至930元，並減工時至每日8小時，但仍被商會所拒，勞工處發言人表示會繼續努力斡旋。

- 2007年8月25日：39個民間團體成立聲援扎鐵工人聯盟，支持工人的行動。[21][22]
- 2007年8月26日：扎鐵工人又一次遊行，他們在維園出發，然後到政府總部交請願信。遊行組織表示有2,500人參與遊行，而警方則表示只有1,500人參與。
- 2007年8月27日：5名外國工會代表來港聲援工人。

### 第四週
- 2007年8月31日：
  - 紮鐵商會提出日薪875元的建議，已是上限；
  - 紮鐵商會與工會談判破裂，工會提出讓步至日薪900元，但商會提出只能加至875元，工人最後離場抗議。[23]
- 2007年9月1日：
  - 勞資雙方舉行第二次會議協商，但商會撤回早前所定出的上限，即875元。
  - 勞方代表包括工會離場以示抗議。[24]
- 2007年9月2日：
  - 紮鐵工人因為不滿資方出爾反爾，到政府總部靜坐示威；出席人數方面，主辦團體指有1,000人出席，而警方則表示約有500人。[25]

### 第五週
- 2007年9月3日：
  - 紮鐵工人繼續示威，遊行人士在勞工處總部的中區海港政府大樓出發並分成三個遊行路線，分別到地產建設商會總部的環球大廈、長實集團總部長江中心以及恆隆地產總部的渣打銀行大廈外示威。
  - 有工人表示一個地盤為了工程的進度，已經向工人付出950元的日薪。[26]
- 2007年9月4日：紮鐵工人移師至地盤示威，其中一個是位於大圍的銅鑼灣山地盤，紮鐵工人不準開工的工人進入地盤開工；最後乘坐前往開工工人的旅遊巴無法駛入地盤而折返。
- 2007年9月5日：
  - 紮鐵工人繼續在地盤示威；在大圍的銅鑼灣山地盤，紮鐵工人繼續不準開工的工人進入地盤開工；而香港警察包圍乘坐前往開工工人的旅遊巴以及開路，最後成功進入地盤。紮鐵工人代表指警方的行為是不公正，而警方回應指出紮鐵工人的行為是擾亂社會行為，在公平的原則下為開工的工人「開路」。
  - 合和集團胡應湘指紮鐵工人的行為是擾亂了香港地產業、建築業的正常運作，並指出他們的要求是無法達成的。

### 第六週
- 2007年9月8日：工人在如心廣場外示威。
- 2007年9月9日：工潮進入第33日，數十名扎鐵工人在遮打花園集會，繼續爭取加薪和減工時的訴求。協助工人的30個團體要求更高層的政府官員介入工潮，而勞工處曾表示會在星期一組織勞資雙方會談，但工人仍未知詳情，不排除有進一步行動。[27]
- 2007年9月11日：工潮進入第35日。勞資雙方舉行非正式會談；會談後三方均表示已有共識[28]。
- 2007年9月12日：工潮進入第36日，也是最後一日。在勞工處的政府官員介入工潮下舉行勞資雙方第七次會談達6小時；在傍晚，會談中決定工人的日薪加至860元，每天工作8小時至下午5時45分。罷工工人在收到會談決定後，認為事件已經成功發動，但也有工人表示不大滿意。[29][30]

### 罷工後
- 2007年9月17日，根據《亞洲時報》報導，李卓人表示已收到5宗投訴，顯示有工人因為參與之前36天的罷工而被下令停工。另外有工人無法收到之前協議的860港元日薪，只有800元，理由是要工人支付60元的強積金。[31]

## 影響
多日的紮鐵工人曾先後進行遊行、靜坐及示威等公民抗命行動，而示威地點就曾一度由九龍土瓜灣靠背壟道一大型豪宅工地──半山壹號外，伸延至油麻地地鐵站以及維多利亞港另一岸的中環鬧市一帶，又曾於馬路中央及地鐵站範圍內靜坐，導致油麻地窩打老道、位於港島的政府總部以及山下的皇后大道中一帶繁忙地區交通擠塞。地鐵油麻地站則曾關閉部份的入閘機，中環有部份商店更曾落閘關門。

## 圖集
8月13日

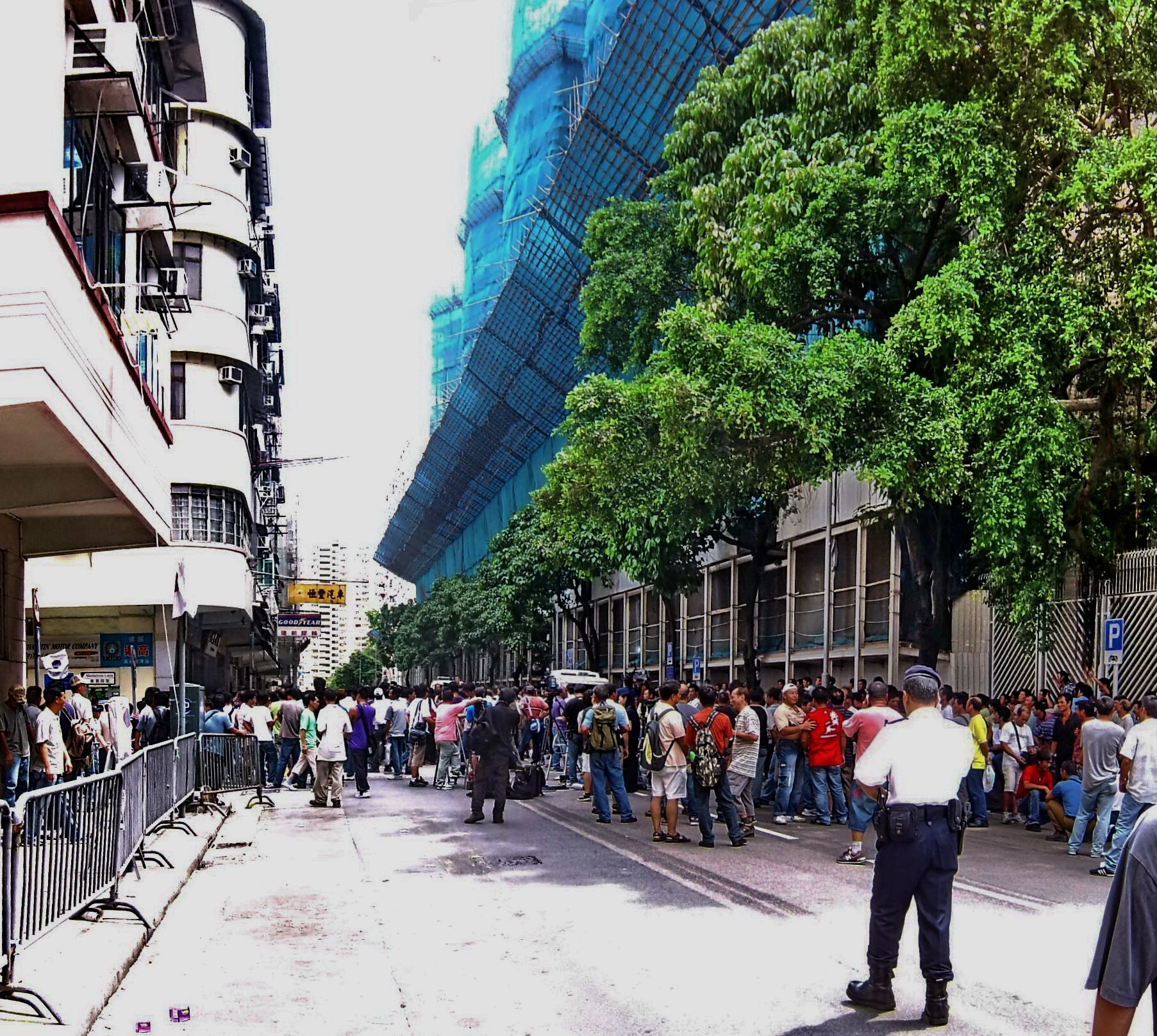
工地外集結滿工人，左邊的行人路已架起鐵欄
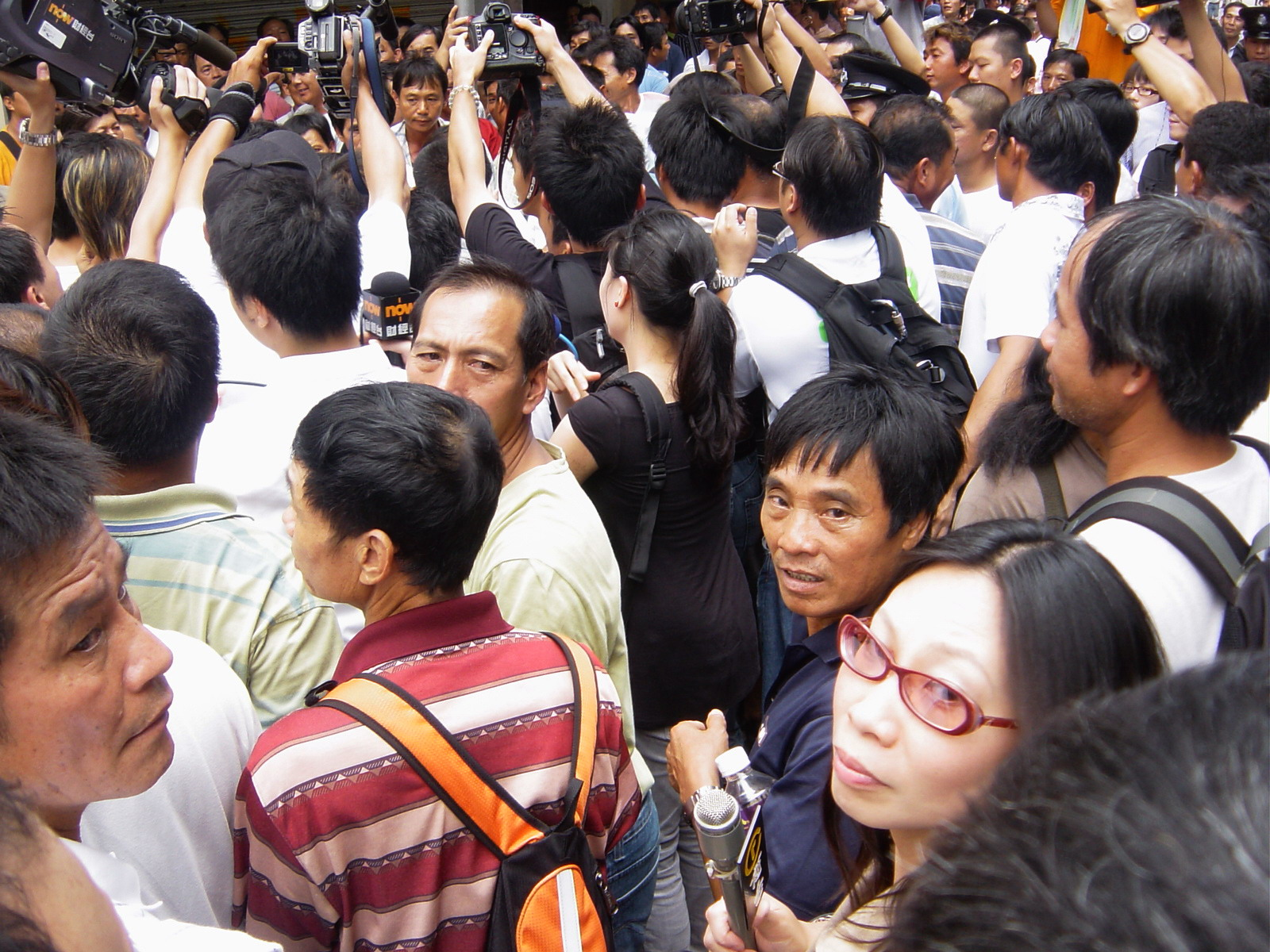
爭相採訪的媒體
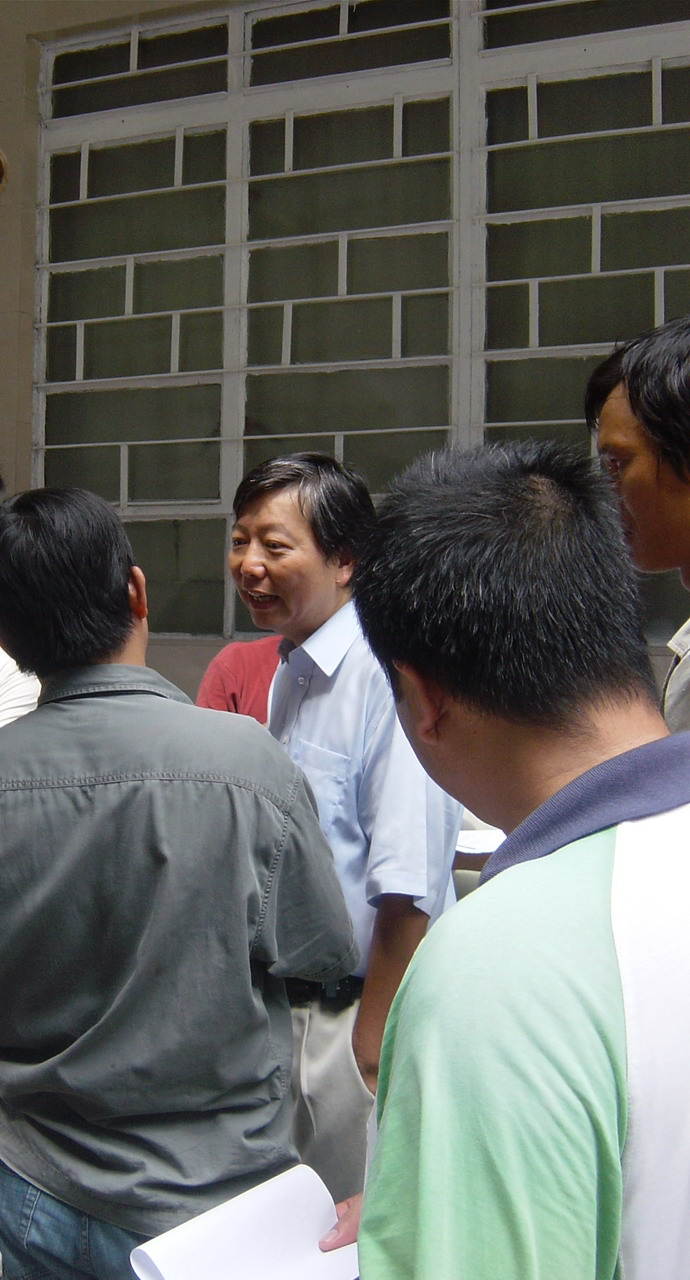
前來聲援集會的職工盟秘書長李卓人
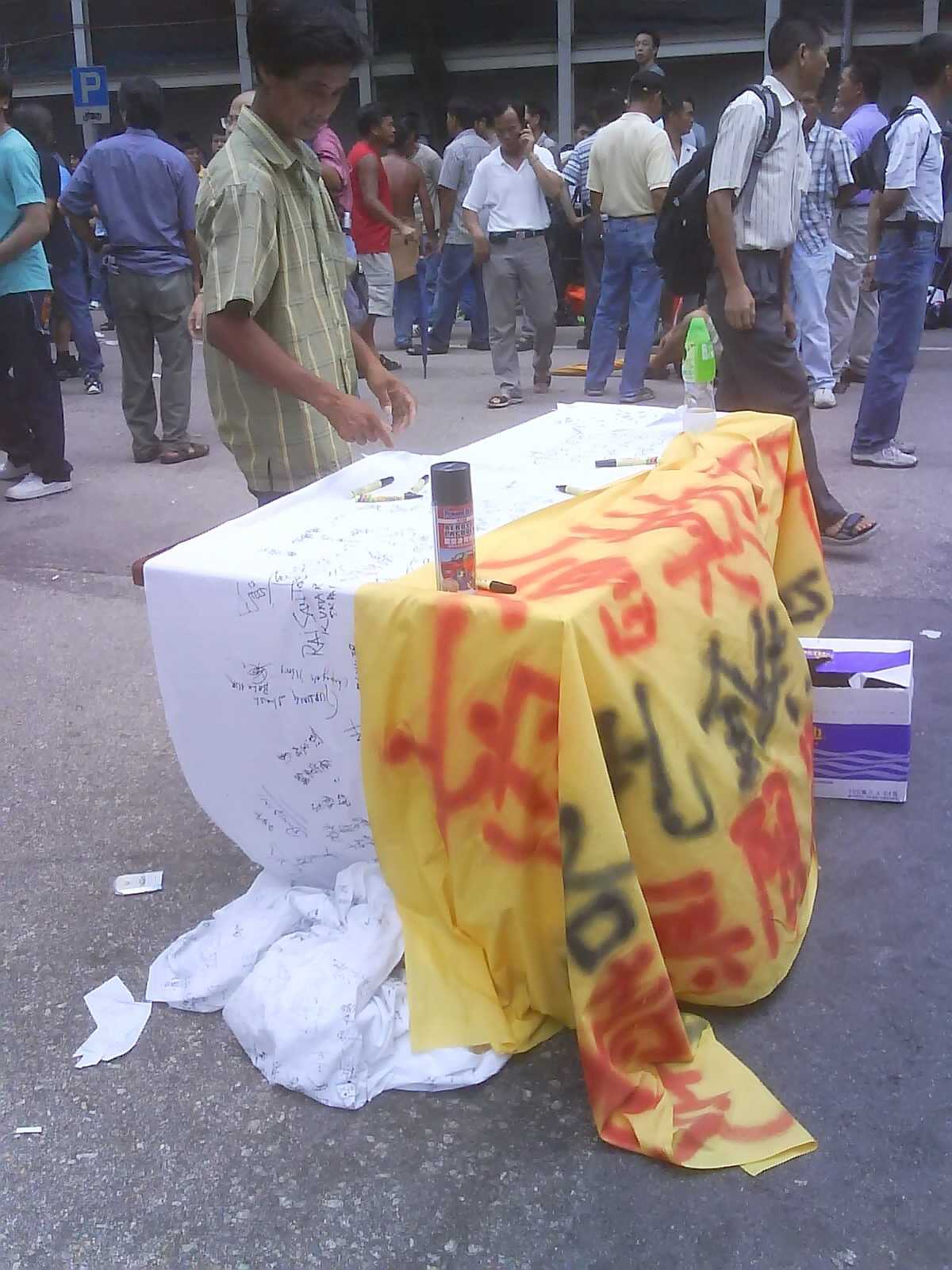
收集了工人簽名的橫幅

8月14日

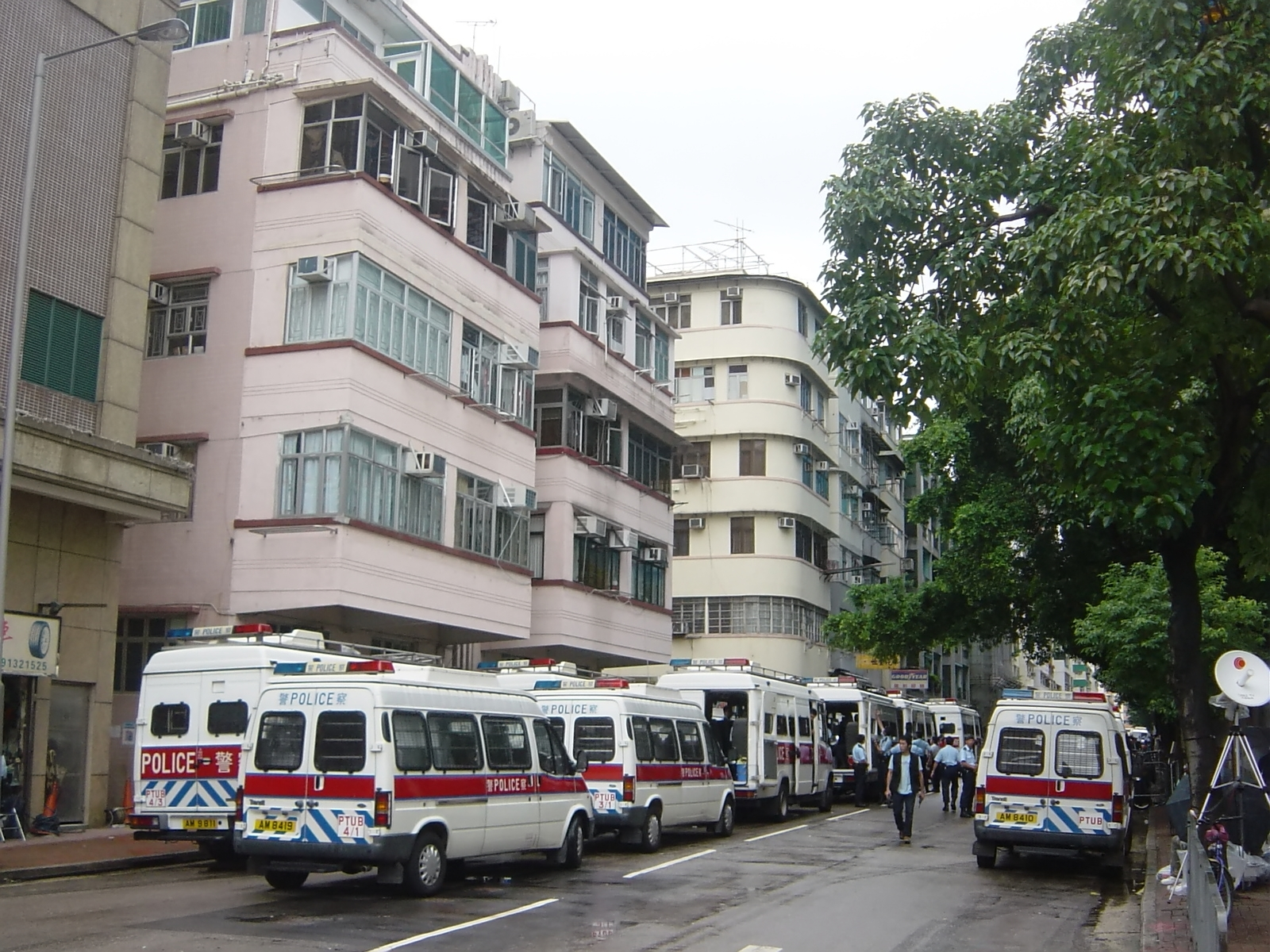
龐大的警車陣容
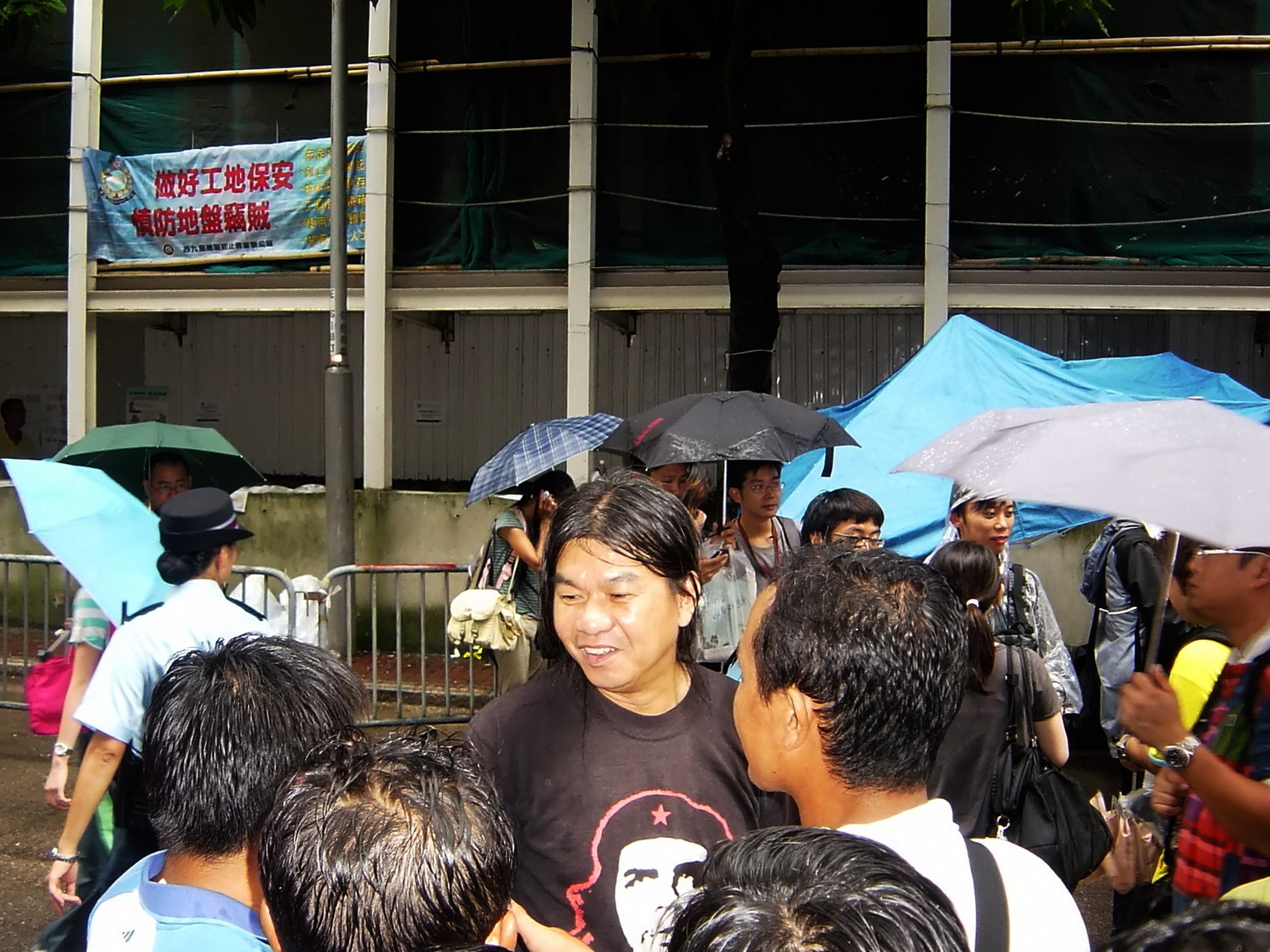
加入支持的社民連立法會議員梁國雄。
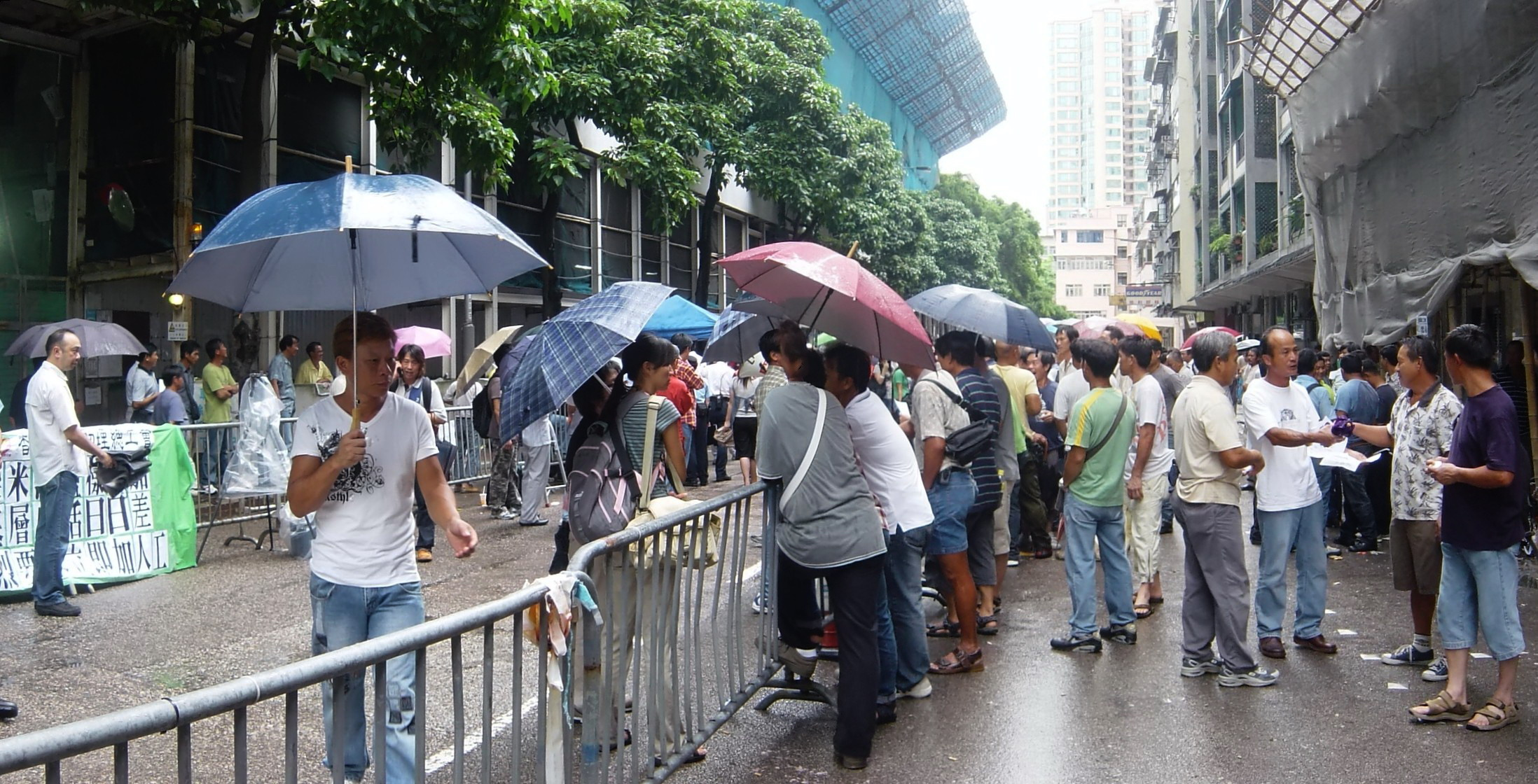
分隔着的示威區和記者區佔據了整段路面
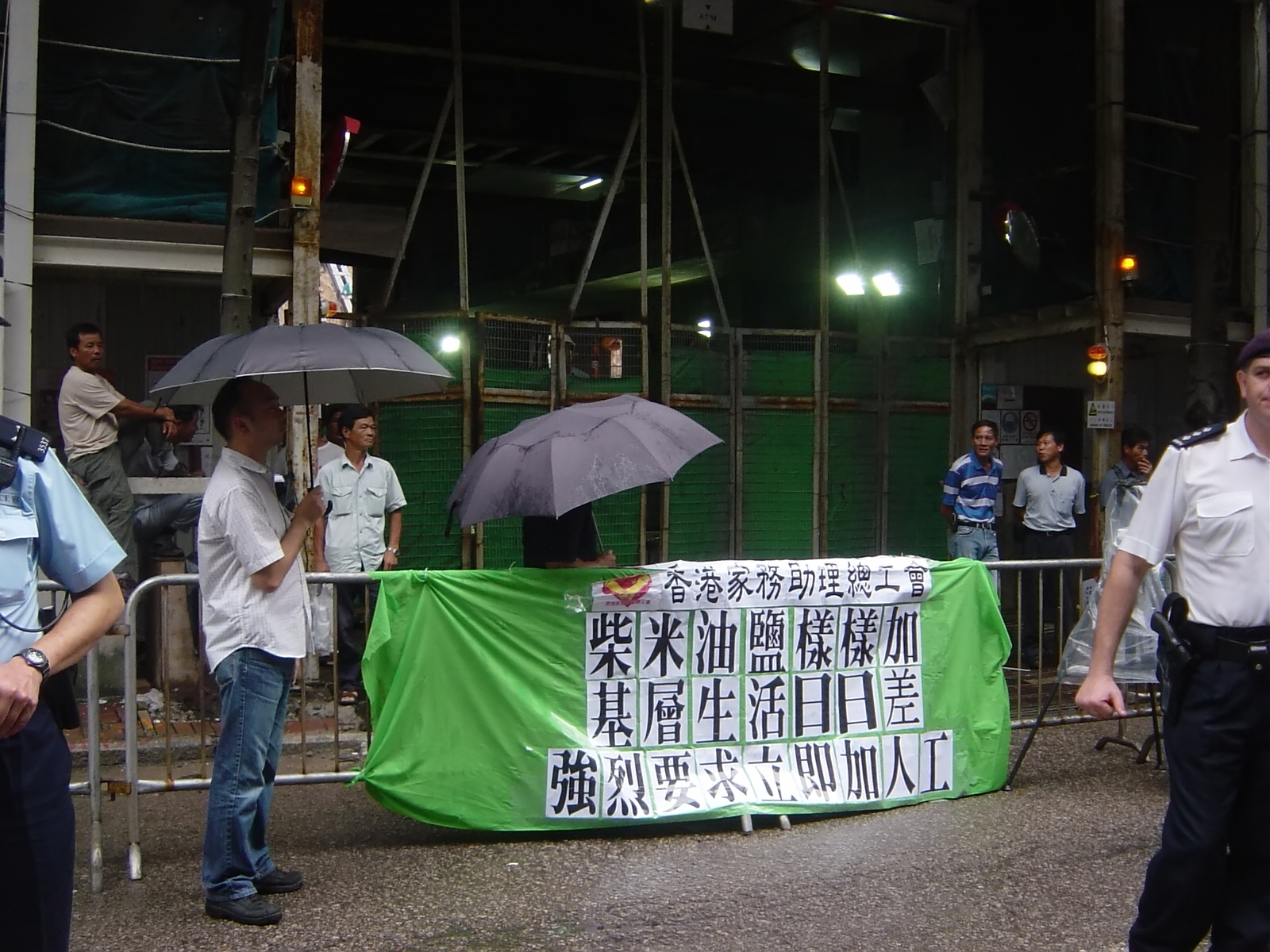
參與示威的香港家務助理總工會的橫額